# Afterschool Charisma
Afterschool Charisma (放課後のカリスマ, Houkago no Charisma) est un manga écrit et dessiné par Kumiko Suekane. Il a été prépublié entre avril 2008 et septembre 2014 dans le magazine Monthly Ikki de l'éditeur Shōgakukan, et a été compilé en un total de douze tomes. La version française est éditée par Ki-oon entre le 25 août 2011 et le 31 décembre 2022.

## Synopsis
À l’académie St Kleio, le droit d’entrée est très exclusif. La prestigieuse institution n’accueille que des clones de personnages historiques célèbres : Mozart, Élisabeth 1ère, Freud, Napoléon ou Hitler. Sommés d’exceller dans les disciplines où ont brillé leurs modèles, ils ignorent tout de la raison de leur existence.
Parmi eux, une seule anomalie, le jeune Shiro Kamiya, adolescent tout ce qu’il y a de plus ordinaire. Alors que le lycéen tente à grand-peine de s’intégrer au milieu de ses illustres camarades, John Kennedy, premier clone sorti de l’académie, est assassiné en pleine campagne électorale. Un clone est-il condamné à revivre le destin de son modèle ? Quels moyens a-t-il d’échapper à son sort ?

## Personnages
Shiro KamiyaIl est le protagoniste de l'histoire. Il est le seul élève de l'académie à ne pas être un clone. Il souffre de sa différence car les clones lui laissent entendre "qu'il n'est pas comme eux, donc qu'il ne peut pas comprendre." Il a pourtant des affinités avec quelques clones, comme Napoléon, Marie Curie, Hitler, Elisabeth, Florence, et même Freud (avec qui il entretient un fort différent concernant "les parents"). Par contre, il ne semble pas du tout apprécier Mozart qui le méprise.
Marie CurieC'est sans doute le clone par qui tout commence, notamment les doutes qui s'installent dans les esprits des autres clones de L'académie de St Kleio. Au début de l'histoire, elle revendique le fait "d'être Marie Curie". Elle demande pourquoi elle est telle qu'elle et elle ajoute qu'elle ne voudrait pas être Marie Curie. Elle semble être appréciée de Shiro qui parle de son souhait de faire du piano, à son père qui dit "avoir accepté" et "être d'accord". Il semblerait que Marie Curie a été transférée ailleurs pour ses nouvelles études. Mais la réalité semble être tout autre... Mr Kamiya (le père de Shiro) laisse sous-entendre que le clone de Marie Curie a été "remit à zéro" comme celui de J.F.Kennedy.
Napoléon BonaparteIl est l'ami le plus proche de Shiro. La grande différence qu'il a avec son original est sans doute sa taille. (il mesure près d'un mètre soixante seize). C'est un bon vivant et a une attitude cependant un peu puérile à certains moments. Il est toujours avec Ikkyu avec qui il partage de drôles de sujets de discussion. Il est très ouvert et parle facilement avec les autres.
Sigmund FreudOn a l'impression qu'il est jaloux de Shiro sur le fait qu'il ait des parents et que les clones eux n'en ont pas. Bien qu'il donne l'air d'être toujours sérieux et appliqué dans tout ce qu'il fait, il est un peu pervers et n'est pas insensible aux charmes féminins dans tous les sens du terme. Après l'assassinat de J.F.Kennedy, il essaiera de résoudre cette affaire en effectuant des recherches sur internet et auprès des sources de l'académie. Il se soucie cependant de ses camarades.
Florence NightingaleElle est très sensible et émotive (trop parfois). Elle a beaucoup d'affection pour les autres clones. Elle est aussi très attachée à Shiro. Elle incarne un peu le rôle de "La nunuche à gros seins" dans les mangas. Elle a été bouleversée par le départ de Marie Curie et ne l'a pas caché.
Elisabeth 1reElle a un fort caractère et ne veut absolument pas que les clones finissent comme leur originaux, sinon cela voudra dire pour elle, qu'elle sera célibataire toute sa vie. Elle rêve de se marier avec un bel homme, avoir une belle maison, un chien et un grand jardin. "C'est un rêve de fille vraiment cliché" dit Napoléon. Elle ne voit pas à quoi cela sert aux clones d'apprendre et de tout savoir dire et faire comme les originaux vu que les conditions ne sont pas les mêmes, et les moyens également.
IkkyuIl n'est pas très intelligent, et semble ne pas assez utiliser ses talents (s'il en a). Il fait souvent l'imbécile avec Napoléon et se ramasse souvent des objets sur la tête, lancés par Elisabeth. Il semble cependant exceller dans les arts martiaux (dont Shiro fait souvent les frais).
Wolfgang Amadeus MozartMéprise totalement Shiro. Il se moque de ses camarades et ne leur accorde aucun intérêt s'ils osent se rabaisser par rapport à lui. Il se prend pour un être unique, supérieur, persuadé d'être la réincarnation de son modèle. Il reste persuadé que Shiro ne peut pas comprendre les clones. Il semble avoir de nombreux troubles psychiques du fait qu'il sait qu'il est le clone d'un génie et qu'on en attend beaucoup de lui.
Adolf HitlerIroniquement, il est sans doute le clone le plus compréhensif et sympathique de l'académie. Il est le premier à avoir parlé avec Shiro. Il savait qu'ils se comprendraient facilement parce qu'ils étaient pareils tous les deux. Il a conscience du fait que son original était une mauvaise personne, et est toujours à l'écart, solitaire. Il est toutefois plein de bonne volonté et de bons sentiments à l'égard de Shiro. Il est le seul à avoir compris sa douleur au fait de sa différence. Il sait ce que c'est que d'être rejeté par les autres. Il semble accepter pourtant sa condition, pensant qu'il s'agit de "son châtiment pour ses pêchés".
L'Impératrice CixiElle est persuadée d'être la plus belle, qu'il n'y a que ça qui compte. Elle est un peu libertine et met bien en avant ses attributs féminins. Elle propose même à un moment de montrer sa poitrine à Freud en échange de quelque chose.
Jeanne d'ArcElle est renfermée et refuse totalement de finir de la même manière que son original. Cette idée l'effraie au plus haut point. Elle pense que Shiro est privilégié et ne peut pas comprendre la douleur des clones. Elle est souvent contrariée et parle peu.
J.F.KennedyIl meurt assassiné durant les campagnes électorales. Une enquête se met en place pour l'académie et une rumeur ébranle les esprits des autres clones comme quoi ils ne pourraient pas échapper aux destins tragiques de leur original.
Mr KamiyaIl est le père de Shiro, également professeur, et semble faire partie d'une société secrète qui serait probablement à l'origine de la création des différents clones de l'académie.

## Manga

### Fiche technique
- Édition japonaise : Shōgakukan
  - Nombre de volumes sortis : 12 (terminé)
  - Date de première publication : mai 2009
  - Prépublication : Monthly Ikki[1]
- Édition française : Ki-oon
  - Nombre de volumes sortis : 12 (Terminé)
  - Date de première publication : août 2011[2]
  - Date de fin de commercialisation : 31 décembre 2022[3]
  - Format : 130 mm x 180 mm
  - 208 pages par volume

### Liste des volumes
| no | Japonais         | Japonais          | Français         | Français          |
| no | Date de sortie   | ISBN              | Date de sortie   | ISBN              |
| -- | ---------------- | ----------------- | ---------------- | ----------------- |
| 1  | 29 mai 2009      | 978-4-09-188466-4 | 25 août 2011     | 978-2-35592-298-5 |
| 2  | 29 mai 2009      | 978-4-09-188467-1 | 10 novembre 2011 | 978-2-35592-330-2 |
| 3  | 30 novembre 2009 | 978-4-09-188487-9 | 12 janvier 2012  | 978-2-35592-346-3 |
| 4  | 5 juillet 2010   | 978-4-09-188519-7 | 22 mars 2012     | 978-2-35592-372-2 |
| 5  | 25 décembre 2010 | 978-4-09-188535-7 | 24 mai 2012      | 978-2-35592-399-9 |
| 6  | 30 juin 2011     | 978-4-09-188548-7 | 23 août 2012     | 978-2-35592-424-8 |
| 7  | 30 janvier 2012  | 978-4-09-188572-2 | 25 octobre 2012  | 978-2-35592-454-5 |
| 8  | 30 juillet 2012  | 978-4-09-188593-7 | 25 avril 2013    | 978-2-35592-521-4 |
| 9  | 28 février 2013  | 978-4-09-188617-0 | 24 octobre 2013  | 978-2-35592-592-4 |
| 10 | 8 novembre 2013  | 978-4-09-188636-1 | 26 juin 2014     | 978-2-35592-686-0 |
| 11 | 30 octobre 2014  | 978-4-09-188666-8 | 15 mai 2015      | 978-2-35592-824-6 |
| 12 | 28 novembre 2014 | 978-4-09-188669-9 | 26 novembre 2015 | 978-2-35592-893-2 |